# Harskirchen
Harskirchen é uma comuna francesa na região administrativa de Grande Leste, no departamento Baixo Reno. Estende-se por uma área de 14,52 km². Em 2010 a comuna tinha 893 habitantes (densidade: 61,5 hab./km²).